# Stipe Delić
Stipe Delić (Makarska, 23. lipnja 1925. – Zagreb, 1. travnja 1999.) je bio hrvatski filmski redatelj. Delićev film iz 1973. Sutjeska ušao je u konkurenciju za nagradu na 8. Moskovski međunarodni filmski festival gdje je osvojio posebnu nagradu.
U filmskoj umjetnosti bio je aktivan od 1955. do 1982. godine.

## Filmografija
- Poziv s pučine (1960.)
- Naše slobodno vrijeme (1960.)

- Sutjeska (1973.) - redatelj
- Marija (televizijska serija, 1977.)
- Kineska vaza (televizijska serija 1980.)
- serijal filmova o Winnetouu - redatelj druge ekipe

## Vanjske poveznice
- Stipe Delić u internetskoj bazi filmova IMDb-u (engl.)